# Liste der Nummer-eins-R&B-Alben in den USA (2010)
Dies ist eine Liste der Nummer-eins-Alben in den von Billboard ermittelten Verkaufscharts für R&B- sowie Rap-Alben in den USA im Jahr 2010. In diesem Jahr erreichten vierundzwanzig R&B-Alben und vierzehn Rap-Alben Nummer-eins-Status.

## R&B-Alben (Top 100/Top 75)
| ← 2009 ← | Liste der Nummer-eins-R&B-Alben in den USA | Liste der Nummer-eins-R&B-Alben in den USA | Liste der Nummer-eins-R&B-Alben in den USA  | 2011 →                    |
| \| Zeitraum \| Wo. ges. \| Interpret \| Titel \| Zusätzliche Informationen \| \| (Zeitraum, Wochen auf Platz eins, Interpret, Titel, zusätzliche Informationen) \| \| \| \| \| \| ------------------------------------------------------------------------------ \| -------- \| ------------------- \| ----------------------------------------------- \| ------------------------- \| \| 26. Dezember 2009 – 1. Januar 2010 1 Woche (insgesamt 1) \| 1 \| Chris Brown \| Graffiti[1] \| – \| \| 2. Januar 2010 – 8. Januar 2010 1 Woche (insgesamt 1) \| 1 \| Alicia Keys \| The Element of Freedom[2] \| – \| \| 9. Januar 2010 – 15. Januar 2010 1 Woche (insgesamt 1) \| 1 \| Mary J. Blige \| Stronger with Each Tear[3] \| – \| \| 16. Januar 2010 – 12. Februar 2010 4 Wochen (insgesamt 5) \| 5 \| Alicia Keys \| The Element of Freedom \| – \| \| 13. Februar 2010 – 19. Februar 2010 1 Woche (insgesamt 4) \| 4 \| Michael Jackson \| This Is It[4] \| – \| \| 20. Februar 2010 – 26. Februar 2010 1 Woche (insgesamt 1) \| 1 \| Lil Wayne \| Rebirth[5] \| – \| \| 27. Februar 2010 – 26. März 2010 4 Wochen (insgesamt 4) \| 4 \| Sade \| Soldier of Love[6] \| – \| \| 27. März 2010 – 2. April 2010 1 Woche (insgesamt 1) \| 1 \| Ludacris \| Battle of the Sexes[7] \| – \| \| 3. April 2010 – 9. April 2010 1 Woche (insgesamt 1) \| 1 \| Marvin Sapp \| Here I Am \| – \| \| 10. April 2010 – 16. April 2010 1 Woche (insgesamt 1) \| 1 \| Monica \| Battle of the Sexes[8] \| – \| \| 17. April 2010 – 14. Mai 2010 4 Wochen (insgesamt 4) \| 4 \| Usher \| Raymond v. Raymond[9] \| – \| \| 15. Mai 2010 – 21. Mai 2010 1 Woche (insgesamt 1) \| 1 \| B.o.B \| B.o.B Presents: The Adventures of Bobby Ray[10] \| – \| \| 22. Mai 2010 – 28. Mai 2010 1 Woche (insgesamt 1) \| 1 \| Toni Braxton \| Pulse[11] \| – \| \| 29. Mai 2010 – 4. Juni 2010 1 Woche (insgesamt 5) \| 5 \| Usher \| Raymond v. Raymond \| – \| \| 5. Juni 2010 – 11. Juni 2010 1 Woche (insgesamt 1) \| 1 \| Nas & Damian Marley \| Distant Relatives[12] \| – \| \| 12. Juni 2010 – 25. Juni 2010 2 Wochen (insgesamt 7) \| 7 \| Usher \| Raymond v. Raymond \| – \| \| 26. Juni 2010 – 2. Juli 2010 1 Woche (insgesamt 1) \| 1 \| Plies \| Goon Affiliated[13] \| – \| \| 3. Juli 2010 – 9. Juli 2010 1 Woche (insgesamt 1) \| 1 \| Drake \| Thank Me Later[14] \| – \| \| 10. Juli 2010 – 10. September 2010 9 Wochen (insgesamt 9) \| 9 \| Eminem \| Recovery[15] \| – \| \| 11. September 2010 – 17. September 2010 1 Woche (insgesamt 1) \| 1 \| Fantasia \| Back to Me[16] \| – \| \| 18. September 2010 – 1. Oktober 2010 2 Wochen (insgesamt 11) \| 11 \| Eminem \| Recovery \| – \| \| 2. Oktober 2010 – 8. Oktober 2010 1 Woche (insgesamt 1) \| 1 \| Trey Songz \| Passion, Pain & Pleasure[17] \| – \| \| 9. Oktober 2010 – 15. Oktober 2010 1 Woche (insgesamt 12) \| 12 \| Eminem \| Recovery \| – \| \| 16. Oktober 2010 – 22. Oktober 2010 1 Woche (insgesamt 1) \| 1 \| Lil Wayne \| I Am Not a Human Being[18] \| – \| \| 23. Oktober 2010 – 29. Oktober 2010 1 Woche (insgesamt 13) \| 13 \| Eminem \| Recovery \| – \| \| 30. Oktober 2010 – 19. November 2010 3 Wochen (insgesamt 4) \| 4 \| Lil Wayne \| I Am Not a Human Being \| – \| \| 20. November 2010 – 26. November 2010 1 Woche (insgesamt 1) \| 1 \| Mariah Carey \| Merry Christmas II You[19] \| – \| \| 27. November 2010 – 3. Dezember 2010 1 Woche (insgesamt 1) \| 1 \| Kid Cudi \| Man on the Moon II: The Legend of Mr. Rager[20] \| – \| \| 4. Dezember 2010 – 10. Dezember 2010 1 Woche (insgesamt 1) \| 1 \| Rihanna \| Loud[21] \| – \| \| 11. Dezember 2010 – 24. Dezember 2010 2 Wochen (insgesamt 2) \| 2 \| Kanye West \| My Beautiful Dark Twisted Fantasy[22] \| – \| \| 25. Dezember 2010 – 31. Dezember 2010 1 Woche (insgesamt 1) \| 1 \| T.I. \| No Mercy[23] \| – \| |                                            |                                            |                                             |                           |
| ← 2009 |                                            |                                            |                                             | → 2011 →                  |
| Zeitraum | Wo. ges.                                   | Interpret                                  | Titel                                       | Zusätzliche Informationen |
| (Zeitraum, Wochen auf Platz eins, Interpret, Titel, zusätzliche Informationen) |                                            |                                            |                                             |                           |
| 26. Dezember 2009 – 1. Januar 2010 1 Woche (insgesamt 1) | 1                                          | Chris Brown                                | Graffiti                                    | –                         |
| 2. Januar 2010 – 8. Januar 2010 1 Woche (insgesamt 1) | 1                                          | Alicia Keys                                | The Element of Freedom                      | –                         |
| 9. Januar 2010 – 15. Januar 2010 1 Woche (insgesamt 1) | 1                                          | Mary J. Blige                              | Stronger with Each Tear                     | –                         |
| 16. Januar 2010 – 12. Februar 2010 4 Wochen (insgesamt 5) | 5                                          | Alicia Keys                                | The Element of Freedom                      | –                         |
| 13. Februar 2010 – 19. Februar 2010 1 Woche (insgesamt 4) | 4                                          | Michael Jackson                            | This Is It                                  | –                         |
| 20. Februar 2010 – 26. Februar 2010 1 Woche (insgesamt 1) | 1                                          | Lil Wayne                                  | Rebirth                                     | –                         |
| 27. Februar 2010 – 26. März 2010 4 Wochen (insgesamt 4) | 4                                          | Sade                                       | Soldier of Love                             | –                         |
| 27. März 2010 – 2. April 2010 1 Woche (insgesamt 1) | 1                                          | Ludacris                                   | Battle of the Sexes                         | –                         |
| 3. April 2010 – 9. April 2010 1 Woche (insgesamt 1) | 1                                          | Marvin Sapp                                | Here I Am                                   | –                         |
| 10. April 2010 – 16. April 2010 1 Woche (insgesamt 1) | 1                                          | Monica                                     | Battle of the Sexes                         | –                         |
| 17. April 2010 – 14. Mai 2010 4 Wochen (insgesamt 4) | 4                                          | Usher                                      | Raymond v. Raymond                          | –                         |
| 15. Mai 2010 – 21. Mai 2010 1 Woche (insgesamt 1) | 1                                          | B.o.B                                      | B.o.B Presents: The Adventures of Bobby Ray | –                         |
| 22. Mai 2010 – 28. Mai 2010 1 Woche (insgesamt 1) | 1                                          | Toni Braxton                               | Pulse                                       | –                         |
| 29. Mai 2010 – 4. Juni 2010 1 Woche (insgesamt 5) | 5                                          | Usher                                      | Raymond v. Raymond                          | –                         |
| 5. Juni 2010 – 11. Juni 2010 1 Woche (insgesamt 1) | 1                                          | Nas & Damian Marley                        | Distant Relatives                           | –                         |
| 12. Juni 2010 – 25. Juni 2010 2 Wochen (insgesamt 7) | 7                                          | Usher                                      | Raymond v. Raymond                          | –                         |
| 26. Juni 2010 – 2. Juli 2010 1 Woche (insgesamt 1) | 1                                          | Plies                                      | Goon Affiliated                             | –                         |
| 3. Juli 2010 – 9. Juli 2010 1 Woche (insgesamt 1) | 1                                          | Drake                                      | Thank Me Later                              | –                         |
| 10. Juli 2010 – 10. September 2010 9 Wochen (insgesamt 9) | 9                                          | Eminem                                     | Recovery                                    | –                         |
| 11. September 2010 – 17. September 2010 1 Woche (insgesamt 1) | 1                                          | Fantasia                                   | Back to Me                                  | –                         |
| 18. September 2010 – 1. Oktober 2010 2 Wochen (insgesamt 11) | 11                                         | Eminem                                     | Recovery                                    | –                         |
| 2. Oktober 2010 – 8. Oktober 2010 1 Woche (insgesamt 1) | 1                                          | Trey Songz                                 | Passion, Pain & Pleasure                    | –                         |
| 9. Oktober 2010 – 15. Oktober 2010 1 Woche (insgesamt 12) | 12                                         | Eminem                                     | Recovery                                    | –                         |
| 16. Oktober 2010 – 22. Oktober 2010 1 Woche (insgesamt 1) | 1                                          | Lil Wayne                                  | I Am Not a Human Being                      | –                         |
| 23. Oktober 2010 – 29. Oktober 2010 1 Woche (insgesamt 13) | 13                                         | Eminem                                     | Recovery                                    | –                         |
| 30. Oktober 2010 – 19. November 2010 3 Wochen (insgesamt 4) | 4                                          | Lil Wayne                                  | I Am Not a Human Being                      | –                         |
| 20. November 2010 – 26. November 2010 1 Woche (insgesamt 1) | 1                                          | Mariah Carey                               | Merry Christmas II You                      | –                         |
| 27. November 2010 – 3. Dezember 2010 1 Woche (insgesamt 1) | 1                                          | Kid Cudi                                   | Man on the Moon II: The Legend of Mr. Rager | –                         |
| 4. Dezember 2010 – 10. Dezember 2010 1 Woche (insgesamt 1) | 1                                          | Rihanna                                    | Loud                                        | –                         |
| 11. Dezember 2010 – 24. Dezember 2010 2 Wochen (insgesamt 2) | 2                                          | Kanye West                                 | My Beautiful Dark Twisted Fantasy           | –                         |
| 25. Dezember 2010 – 31. Dezember 2010 1 Woche (insgesamt 1) | 1                                          | T.I.                                       | No Mercy                                    | –                         |

## Rap-Alben (Top 25)
| ← 2009 ← | Liste der Nummer-eins-R&B-Alben in den USA | Liste der Nummer-eins-R&B-Alben in den USA | Liste der Nummer-eins-R&B-Alben in den USA  | 2011 →                    |
| \| Zeitraum \| Wo. ges. \| Interpret \| Titel \| Zusätzliche Informationen \| \| (Zeitraum, Wochen auf Platz eins, Interpret, Titel, zusätzliche Informationen) \| \| \| \| \| \| ------------------------------------------------------------------------------ \| -------- \| ------------------- \| ------------------------------------------- \| ------------------------- \| \| 26. Dezember 2009 – 8. Januar 2010 2 Wochen (insgesamt 2) \| 2 \| Gucci Mane \| The State vs. Radric Davis[24] \| – \| \| 9. Januar 2010 – 19. Februar 2010 6 Wochen (insgesamt 6) \| 6 \| Young Money \| We Are Young Money[25] \| – \| \| 20. Februar 2010 – 26. März 2010 5 Wochen (insgesamt 5) \| 5 \| Lil Wayne \| Rebirth \| – \| \| 27. März 2010 – 14. Mai 2010 7 Wochen (insgesamt 7) \| 7 \| Ludacris \| Battle of the Sexes \| – \| \| 15. Mai 2010 – 4. Juni 2010 3 Wochen (insgesamt 3) \| 3 \| B.o.B \| B.o.B Presents: The Adventures of Bobby Ray \| – \| \| 5. Juni 2010 – 18. Juni 2010 2 Wochen (insgesamt 2) \| 2 \| Nas & Damian Marley \| Distant Relatives \| – \| \| 19. Juni 2010 – 25. Juni 2010 1 Woche (insgesamt 4) \| 4 \| B.o.B \| B.o.B Presents: The Adventures of Bobby Ray \| – \| \| 26. Juni 2010 – 2. Juli 2010 1 Woche (insgesamt 1) \| 1 \| Plies \| Goon Affiliated \| – \| \| 3. Juli 2010 – 9. Juli 2010 1 Woche (insgesamt 1) \| 1 \| Drake \| Thank Me Later \| – \| \| 10. Juli 2010 – 15. Oktober 2010 14 Wochen (insgesamt 14) \| 14 \| Eminem \| Recovery \| – \| \| 16. Oktober 2010 – 22. Oktober 2010 1 Woche (insgesamt 1) \| 1 \| Lil Wayne \| I Am Not a Human Being \| – \| \| 23. Oktober 2010 – 29. Oktober 2010 1 Woche (insgesamt 15) \| 15 \| Eminem \| Recovery \| – \| \| 30. Oktober 2010 – 26. November 2010 4 Wochen (insgesamt 5) \| 5 \| Lil Wayne \| I Am Not a Human Being \| – \| \| 27. November 2010 – 3. Dezember 2010 1 Woche (insgesamt 1) \| 1 \| Kid Cudi \| Man on the Moon II: The Legend of Mr. Rager \| – \| \| 4. Dezember 2010 – 10. Dezember 2010 1 Woche (insgesamt 1) \| 1 \| Nelly \| 5.0[26] \| – \| \| 11. Dezember 2010 – 24. Dezember 2010 2 Wochen (insgesamt 2) \| 2 \| Kanye West \| My Beautiful Dark Twisted Fantasy \| – \| \| 25. Dezember 2010 – 31. Dezember 2010 1 Woche (insgesamt 1) \| 1 \| T.I. \| No Mercy \| – \| |                                            |                                            |                                             |                           |
| ← 2009 |                                            |                                            |                                             | → 2011 →                  |
| Zeitraum | Wo. ges.                                   | Interpret                                  | Titel                                       | Zusätzliche Informationen |
| (Zeitraum, Wochen auf Platz eins, Interpret, Titel, zusätzliche Informationen) |                                            |                                            |                                             |                           |
| 26. Dezember 2009 – 8. Januar 2010 2 Wochen (insgesamt 2) | 2                                          | Gucci Mane                                 | The State vs. Radric Davis                  | –                         |
| 9. Januar 2010 – 19. Februar 2010 6 Wochen (insgesamt 6) | 6                                          | Young Money                                | We Are Young Money                          | –                         |
| 20. Februar 2010 – 26. März 2010 5 Wochen (insgesamt 5) | 5                                          | Lil Wayne                                  | Rebirth                                     | –                         |
| 27. März 2010 – 14. Mai 2010 7 Wochen (insgesamt 7) | 7                                          | Ludacris                                   | Battle of the Sexes                         | –                         |
| 15. Mai 2010 – 4. Juni 2010 3 Wochen (insgesamt 3) | 3                                          | B.o.B                                      | B.o.B Presents: The Adventures of Bobby Ray | –                         |
| 5. Juni 2010 – 18. Juni 2010 2 Wochen (insgesamt 2) | 2                                          | Nas & Damian Marley                        | Distant Relatives                           | –                         |
| 19. Juni 2010 – 25. Juni 2010 1 Woche (insgesamt 4) | 4                                          | B.o.B                                      | B.o.B Presents: The Adventures of Bobby Ray | –                         |
| 26. Juni 2010 – 2. Juli 2010 1 Woche (insgesamt 1) | 1                                          | Plies                                      | Goon Affiliated                             | –                         |
| 3. Juli 2010 – 9. Juli 2010 1 Woche (insgesamt 1) | 1                                          | Drake                                      | Thank Me Later                              | –                         |
| 10. Juli 2010 – 15. Oktober 2010 14 Wochen (insgesamt 14) | 14                                         | Eminem                                     | Recovery                                    | –                         |
| 16. Oktober 2010 – 22. Oktober 2010 1 Woche (insgesamt 1) | 1                                          | Lil Wayne                                  | I Am Not a Human Being                      | –                         |
| 23. Oktober 2010 – 29. Oktober 2010 1 Woche (insgesamt 15) | 15                                         | Eminem                                     | Recovery                                    | –                         |
| 30. Oktober 2010 – 26. November 2010 4 Wochen (insgesamt 5) | 5                                          | Lil Wayne                                  | I Am Not a Human Being                      | –                         |
| 27. November 2010 – 3. Dezember 2010 1 Woche (insgesamt 1) | 1                                          | Kid Cudi                                   | Man on the Moon II: The Legend of Mr. Rager | –                         |
| 4. Dezember 2010 – 10. Dezember 2010 1 Woche (insgesamt 1) | 1                                          | Nelly                                      | 5.0                                         | –                         |
| 11. Dezember 2010 – 24. Dezember 2010 2 Wochen (insgesamt 2) | 2                                          | Kanye West                                 | My Beautiful Dark Twisted Fantasy           | –                         |
| 25. Dezember 2010 – 31. Dezember 2010 1 Woche (insgesamt 1) | 1                                          | T.I.                                       | No Mercy                                    | –                         |